# Highest Hopes
Highest Hopes é a quarta coletânea da banda finlandesa de symphonic metal Nightwish, ela foi lançada em 28 de Setembro de 2005.
A coletânea Tales from the Elvenpath foi considerada incompleta por alguns fãs, por conter somente músicas de Oceanborn, Over The Hills and Far Away, Wishmaster e Century Child, faltando então Once e Angels Fall First, no entanto sta compilação, contém músicas de todos os álbuns lançados pela banda até então, inclusive um cover de Pink Floyd, "High Hopes", e uma nova versão de "Sleeping Sun".
Highest Hopes foi lançado em diferentes formatos. Uma edição normal em CD, duas edições duplas, dois CDs e um CD/DVD e uma edição limitada também foi lançada com dois CD e um DVD (o segundo CD da edição tripla contem diferentes faixas do segundo CD da edição dupla), contendo três vídeo clips filmados no Mera Luna Festival em Hildesheim, Alemanha em 2003: "She Is My Sin", "Dead to the World" e "The Kinslayer", "High Hopes" e "Sleeping Sun" e um pequeno vídeo da banda em Prague, República Tcheca.
A coletânea recebeu certificado de platina na Finlândia, com 40.000 cópias vendidas, no mesmo dia em que foi lançado e platino duplo em 2 de Janeiro de 2006 também na Finlândia, com mais de 65.000 cópias vendidas, tendo também ganho Disco de Ouro na Noruega com 20 mil cópias vendidas. Hoje em dia as vendas na Finlândia já superam as 100 mil cópias.

## Faixas
| N.º | Título                                                            | Compositor(es)               | Duração  |  |
| 1.  | "Wish I Had an Angel" (do Once)                                   | Tuomas Holopainen            | 4:04 [a] |  |
| 2.  | "Stargazers" (do Oceanborn)                                       | Tuomas                       | 4:26     |  |
| 3.  | "The Kinslayer" (do Wishmaster)                                   | Tuomas                       | 4:02     |  |
| 4.  | "Ever Dream" (do Century Child)                                   | Tuomas                       | 4:44     |  |
| 5.  | "Elvenpath" (do Angels Fall First)                                | Tuomas                       | 4:38     |  |
| 6.  | "Bless the Child" (do Century Child)                              | Tuomas                       | 6:12     |  |
| 7.  | "Nemo" (do Once)                                                  | Tuomas                       | 4:35     |  |
| 8.  | "Sleeping Sun" (versão regravada)                                 | Tuomas                       | 4:35     |  |
| 9.  | "Dead to the World" (do Century Child)                            | Tuomas                       | 4:19     |  |
| 10. | "Over the Hills and Far Away" (do EP Over the Hills and Far Away) | Gary Moore                   | 5:03     |  |
| 11. | "Deep Silent Complete" (do Wishmaster)                            | Tuomas                       | 3:57     |  |
| 12. | "Sacrament of Wilderness" (do Oceanborn)                          | Tuomas & Emppu Vuorinen      | 4:12     |  |
| 13. | "Walking in the Air" (do Oceanborn)                               | Howard Blake                 | 5:27     |  |
| 14. | "Wishmaster" (do Wishmaster)                                      | Tuomas                       | 4:23     |  |
| 15. | "Dead Boy's Poem" (do Wishmaster)                                 | Tuomas                       | 6:48     |  |
| 16. | "High Hopes" (cover ao vivo do Pink Floyd)                        | David Gilmour e Polly Samson | 7:20     |  |

↑ a A duração é da versão original dos álbuns.

## Desempenho nas paradas
| País          | Parada (2005)        | Melhor posição |
| ------------- | -------------------- | -------------- |
| Alemanha      | Media Control Charts | 17             |
| Áustria       | Top 40 Albums        | 13             |
| Bélgica       | Ultratop             | 51             |
| Brasil        | Hot 100 Brasil       | 25             |
| Dinamarca     | Tracklisten          | 56             |
| Finlândia     | Finnish Albums Chart | 1              |
| Grécia        | Greek Albums Chart   | 1              |
| Noruega       | VG-lista             | 5              |
| México        | Mexican Albums Chart | 1              |
| Países Baixos | MegaCharts           | 41             |
| Polónia       | Polish Airplay Chart | 32             |
| Chéquia       | Czech Albums Chart   | 3              |
| Suécia        | Svensktoppen         | 14             |
| Suíça         | Swiss Top 100 Albums | 10             |
| País          | Parada (2006)        | Melhor posição |
| Finlândia     | Finnish Albums Chart | 3              |
| Suíça         | Swiss Top 100 Albums | 70             |
| País          | Parada (2010)        | Melhor posição |
| Áustria       | Top 40 Albums        | 71             |

## Créditos
- Tarja Turunen- Vocal feminino[17]
- Tuomas Holopainen- Teclado[18]
- Jukka Nevalainen - Bateria[19]
- Sami Vänskä- Baixo[17]
- Marco Hietala-Baixo e vocal masculino[17]
- Erno Vuorinen- Guitarra[20]